# Гірц-Маульсбах
Гірц-Маульсбах (нім. Hirz-Maulsbach) — громада в Німеччині, розташована в землі Рейнланд-Пфальц. Входить до складу району Альтенкірхен. Складова частина об'єднання громад Альтенкірхен.
Площа — 6,14 км2. Населення становить 308 ос. (станом на 31 грудня 2020).